# Sikorsky S-64 Skycrane
Sikorsky S-64 Skycrane je americký dvoumotorový těžký transportní vrtulník. Jde o civilní verzi vojenského typu CH-54 Tarhe. Současná verze se jmenuje S-64 Aircrane a vyrábí ji firma Erickson Air-Crane.
Sikorsky S-64 byl navržen jako zvětšená verze prototypu létajícího jeřábu Sikorsky S-60. S-64 měl šestilistý hlavní rotor a byl poháněn dvěma turbohřídelovými motory Pratt & Whitney JFTD12A o výkonu 3 020 kW. Prototyp S-64 poprvé vzlétl 9. května 1962 a následovaly další dva kusy ke zkouškám u německé armády.
Němci nakonec objednávku nepodali, ale americká armáda objednala šest vrtulníků S-64A (s označením CH-54A Tarhe). Sedm variant S-64E bylo vyrobeno pro civilní trh.

## Varianty

### Sikorsky Skycrane
S-64
Dvoumotorový těžký transportní vrtulní, postaveny 3 ks.
S-64A
Šest testovacích vrtulníků určených pro americkou armádu.
S-64B
Civilní verze typu CH-54A, postaveno 7 ks.

### Erickson Aircrane
S-64E
Vylepšené vrtulníky CH-54A s certifikátem, plus jeden nový kus.
S-64F
Vylepšené vrtulníky CH-54B s certifikátem. Jako pohon slouží motory Pratt & Whitney JFTD12-5A.

## Specifikace (S-64E)

### Technické údaje
- Posádka: 3
- Kapacita: celkem 5 osob
- Užitečné zatížení: 9 072 kg
- Délka: 21,41 m
- Výška: 5,67 m
- Průměr nosného rotoru: 21,95 m
- Rotorová plocha: 378.1 m²
- Prázdná hmotnost: 8 724 kg
- Maximální vzletová hmotnost: 19 050 kg
- Pohon: 2× turbohřídelový motor Pratt & Whitney JFTD12-4A (T73-P-1) ; 3 555 kW každý

### Výkony
- Maximální rychlost: 203 km/h
- Cestovní rychlost: 169 km/h
- Dolet: 370 km
- Stoupavost: 6,75 m/s